# Excirolana chilensis
Excirolana chilensis är en kräftdjursart som beskrevs av Richardson 1912. Excirolana chilensis ingår i släktet Excirolana och familjen Cirolanidae. Inga underarter finns listade i Catalogue of Life.